# Warner Bros. Games
Warner Bros. Games (trước đây là Warner Bros. Interactive Entertainment) là một nhà phát hành trò chơi điện tử của Mỹ có trụ sở tại Burbank, California và là một phần của Warner Bros. Discovery Global Streaming & Interactive Entertainment của Warner Bros. Discovery. Công ty được thành lập với tên Warner Bros. Interactive Entertainment vào ngày 14 tháng 1 năm 2004, trực thuộc Warner Bros. Entertainment và được chuyển giao cho Warner Bros. Home Entertainment khi công ty đó được thành lập vào tháng 10 năm 2005.

## Lịch sử

Logo được sử dụng từ năm 2019 đến năm 2023.

Việc thành lập Warner Bros. Interactive Entertainment (WBIE) trực thuộc Warner Bros. được công bố vào ngày 14 tháng 1 năm 2004, cùng với thương hiệu WB Games (Warner Bros. Games), theo đó WBIE sẽ xuất bản trò chơi. Jason Hall, một trong những người sáng lập Monolith Productions, được bổ nhiệm làm phó chủ tịch cao cấp của WBIE. Cuối năm đó, Warner Bros. mua lại Monolith Productions. Vào tháng 10 năm 2005, Warner Bros. đã thành lập Warner Bros. Home Entertainment và WBIE đã được chuyển giao như một phần của nó.
Trò chơi đầu tiên mà Monolith phát triển cùng với Warner Bros. là The Matrix Online, mà Sega đã đồng xuất bản. Warner Bros. cũng đã giúp phân phối cả Enter the Matrix và The Matrix: Path of Neo cho series The Matrix. Năm 2006, họ mua 10,3% cổ phần của SCi Entertainment, chủ sở hữu của Eidos Interactive. Cùng năm đó, họ phát hành tựa game tự xuất bản đầu tiên (không có nhà đồng xuất bản), Justice League Heroes, được phân phối bởi Eidos trên Xbox. Cũng trong năm 2006, nhà phát hành trò chơi điện tử của Anh Codemasters đã ký hợp đồng phân phối tại Mỹ với Warner Bros; thỏa thuận đã hết hạn vào năm 2011 khi Codemasters rời đến THQ. Năm 2012, Codemasters và Warner Bros. bắt đầu lại thỏa thuận phân phối sau khi THQ phá sản.
Năm 2007, họ thực hiện kế hoạch 5 năm, mục tiêu là mở rộng ngành công nghiệp trò chơi điện tử và bao gồm việc mua lại các studio để phát triển nội bộ và thành lập một studio (WB Games) ở khu vực Seattle sẽ điều hành tất cả các trò chơi do công ty xuất bản và phát triển; thương vụ mua lại đầu tiên theo kế hoạch này là TT Games của Anh cùng năm đó, với giá 100 triệu bảng Anh.
Vào tháng 4 năm 2008, họ đã tăng cổ phần của mình lên 35%, giành được quyền phân phối tất cả các trò chơi của Eidos ở Bắc Mỹ. Vào ngày 15 tháng 12 năm 2008, ngay sau khi SCi đổi tên thành Eidos plc, Warner đã mua lại tổng cộng 10 triệu cổ phiếu của công ty, nâng tỷ lệ sở hữu lên 19,92%, sau một thỏa thuận ngăn cản Time Warner mua thêm cổ phiếu đã bị loại bỏ một tháng trước đó. Vào ngày 28 tháng 1 năm 2009, The Hollywood Reporter đưa tin thỏa thuận này cũng trao cho Warner quyền phát hành series Tomb Raider, trước đây thuộc sở hữu của Paramount Pictures. Vào ngày 12 tháng 2 năm 2009, Warner Bros. đề nghị mua lại với trị giá 84,3 triệu bảng cho Eidos plc với tư cách là stakeholder lớn.